# 格爾海峽
格爾海峽（英語：Gull Channel），是南極洲的海峽，位於葛拉漢地西岸，寬0.2公里，處於炸藥島和斯托寧頓島之間，在美國的探險隊測量，現時由南極條約體系管理。